# Tercera División de España (Grupo XIII)
El Grupo XIII de la Tercera División española de fútbol fue el grupo de la Región de Murcia, el cuarto nivel del sistema de competición de la liga en la Región de Murcia. Fue creada en 1929 y fue una categoría no profesional. Hasta 1977, año en que se creó la Segunda División B, era la tercera categoría del fútbol español.
El Grupo XIII se creó en el año 1980 y durante las primeras temporadas lo disputaron, además de clubes de la Región de Murcia, equipos de las provincias de Alicante, Albacete y Almería.
El Águilas F.C. fue el último campeón del Grupo XIII de la extinta Tercera División.
Fue sustituido en 2021 por el Grupo XIII de la Tercera RFEF, quinto nivel del sistema de ligas de fútbol de España.

## Sistema de competición
Esta temporada tuvo un sistema de competición de transición, provocado por la paralización del fútbol no profesional a causa de la pandemia de Coronavirus. La Tercera División sufrió un proceso de transición en el que en la temporada 2021-2022 pasó de ser la cuarta categoría a nivel nacional a ser la quinta, y cambió su denominación a Tercera División RFEF. El lunes 14 de septiembre se confirmaron las bases de competición.
En la Primera Fase participaron veintidós clubes encuadrados en dos subgrupos de once equipos cada uno. Se enfrentaron en cada subgrupo todos contra todos en dos ocasiones -una en campo propio y otra en campo contrario- durante un total de 22 jornadas. El orden de los encuentros se decidió por sorteo antes de empezar la competición. La Federación de Fútbol de la Región de Murcia fue la responsable de designar las fechas de los partidos y los árbitros de cada encuentro, reservando al equipo local la potestad de fijar el horario exacto de cada encuentro.
Una vez finalizada la Primera Fase los tres primeros clasificados avanzaron a la Segunda Fase para Segunda División RFEF, los clasificados entre la cuarta y sexta posición lo hicieron a la Segunda Fase por la Fase Final para Segunda División RFEF / Play Off de Ascenso a Segunda División RFEF, y el resto disputaron la Segunda Fase por la Permanencia en Tercera División RFEF. Los puntos obtenidos, así como los goles, tanto a favor como en contra, se arrastraron a la siguiente fase, comenzado cada equipo su fase específica con los puntos y goles obtenidos en la Primera Fase.
En la Segunda Fase para Segunda División RFEF participaron seis clubes en un único grupo. Se rescataron los puntos obtenidos en la Primera Fase y se enfrentaron tan solo los equipos que hayan estado en distintos subgrupos en dos ocasiones -una en campo propio y otra en campo contrario- durante un total de 6 jornadas. El orden de los encuentros se decidió por sorteo antes de empezar la Fase. Los dos primeros clasificados ascendieron directamente a la nueva Segunda RFEF, mientras que los otros cuatro equipos disputaron la Fase Final de Eliminatorias a Segunda División RFEF / Play Off de Ascenso a Segunda División RFEF.
En la Segunda Fase por el Play Off de Ascenso a Segunda División RFEF participaron seis clubes en un único grupo. Se rescataron los puntos obtenidos en la Primera Fase y se enfrentaron tan solo los equipos que hayan estado en distintos subgrupos en dos ocasiones -una en campo propio y otra en campo contrario- durante un total de 6 jornadas. El orden de los encuentros se decidió por sorteo antes de empezar la Fase. Los dos primeros clasificados disputaron la Fase Final de Eliminatorias a Segunda División RFEF / Play Off de Ascenso a Segunda División RFEF, mientras que los otros cuatro equipos participarán en Tercera División RFEF.
En la Segunda Fase por la Permanencia en Tercera División RFEF participaron diez clubes en un único grupo. Se rescataron los puntos obtenidos en la Primera Fase y se enfrentaron tan solo los equipos que hayan estado en distintos subgrupos en dos ocasiones -una en campo propio y otra en campo contrario- durante un total de 10 jornadas. El orden de los encuentros se decidió por sorteo antes de empezar la Fase. Los seis últimos clasificados descendieron directamente a Preferente Autonómica, mientras que los cuatro primeros participarán en Tercera División RFEF.
El ganador de un partido obtuvo tres puntos, el perdedor cero puntos, y en caso de empate hubo un punto para cada equipo. 
Por último la Fase Final de Ascenso a Segunda División RFEF / Play Off de Ascenso a Segunda División RFEF la disputaron seis clubes en formato de eliminatorias a partido único, ejerciendo de local el equipo con mejor clasificación. En la primera ronda compitieron los dos primeros clasificados de la Fase Intermedia y los clasificados en quinta y sexta posición de la Segunda Fase de Ascenso. Los vencedores de esta ronda jugaron la segunda eliminatoria donde se incorporaron los clasificados en tercera y cuarta posición de la Segunda Fase de Ascenso. Los vencedores disputaron una final de la que salió la tercera plaza de ascenso a Segunda División RFEF.

## Equipos de la temporada 2022/23
| - Águilas FC - Atlético Pulpileño - Molinense FC - CD Bullense - UD Caravaca - El Palmar CF - Lorca FC - CAP Ciudad de Murcia | - Racing Murcia FC - Alcantarilla FC - Club Deportivo Cieza - Deportiva Minera - Muleño CF - Real Murcia Imperial CF - Universidad Católica de Murcia Club de Fútbol "B" - La Unión Atlético |

## Historia

### Años 1980
La temporada 1980/81 es la primera temporada del Grupo XIII de Tercera División. Participaron entonces clubes de la Región de Murcia, además de otros de la provincia de Albacete y Alicante. El primer campeón del grupo fue el CF Lorca Deportiva, seguido por el Albacete Balompié, ambos se clasificaron para el play-off, pero solo el Lorca consiguió el ascenso. En 1982/83 el CD Eldense, descendido el año anterior, se proclamó campeón por primera vez. Encadenó cuatro campeonatos seguidos, pero no logró ascender hasta 1987. En estos años participa por primera vez un equipo de la provincia de Almería, el Club de Fútbol Huercalense.
En 1986 pasan de clasificarse los dos primeros para un play-off a ascender los tres primeros, y en 1987 sólo el campeón logra el ascenso. En 1987 también abandonan el grupo los equipos albaceteños, así el Grupo XIII pierde entre otros al AP Almansa o al Atlético Albacete. En 1989 los equipos alicantinos abandonan el grupo, sin embargo algunos volverían años después debido a la proximidad.

### Años 1990
La temporada 1990/91 se implanta el sistema de liguilla de ascenso, para el que se clasifican los cuatro primeros de cada grupo de Tercera División. Así consigue el ascenso por primera vez el Club Deportivo Roldán, un equipo de una pequeña pedanía de Torre Pacheco. En esta campaña vuelve a haber representación almeriense de la mano del Agrupación Deportiva San Miguel de Pulpí.
En 1995 los dos equipos más importantes de la Región de Murcia, el Real Murcia CF y el Cartagena FC, descienden a Tercera División en medio de una grave crisis económica y deportiva. Era la primera vez que el Real Murcia participaría en una Tercera con equipos sólo murcianos. El partido contra el Club Deportivo Los Garres supone la primera vez que el Murcia se enfrenta a un equipo de una pedanía de Murcia. El Real Murcia consigue el ascenso al año siguiente, pero el Cartagena FC no. Esa misma temporada asciende a Tercera el Cartagonova FC, que al año siguiente se convierte en el primer equipo de la ciudad departamental al retirarse el Efesé a las pocas jornadas. En 1996 se produce la primera venta de plaza de un equipo en la Tercera murciana, al vender el Cehegín Club de Fútbol sus derechos federativos al Real Murcia CF B imitando lo hecho por el Cartagonova el año anterior cuando adquirió los del Club Deportivo Balsicas. Al año siguiente el Orihuela CF hace compra los derechos del CD Los Garres y, junto a la vuelta del Horadada, regresan los equipos alicantinos al grupo.

### Años 2000
La primera temporada de la década deja un grupo de 22 equipos, del que se proclama campeón el CF Ciudad de Murcia. Durante estos años los equipos preparan grandes presupuestos que superan los 100 millones de pesetas, impulsados generalmente por empresarios locales dedicados a la construcción. También se hacen más comunes las ventas de derechos federativos, por lo que el nuevo presidente de la FFRM decide poner fin a ello. Sin embargo esto no frena a los clubes, empresarios de determinadas localidades compran equipos y los trasladan a otras ciudades transformándolos en otros clubes. Así aparecen en el grupo equipos como el Cartagena Promesas, el Imperial Promesas, el Ciudad de Lorquí o el Costa Cálida. La situación se acentúa en las categorías inferiores. El nivel de los equipos aumentó considerablemente, y el punto más alto llegó en 2008 cuando ascendieron tres equipos a Segunda División B, y estuvieron a punto de ser los cuatro.
Esto duró muy poco, tras el estallido de la burbuja inmobiliaria el nivel del grupo cae año a año hasta que en 2011 ningún club murciano logra ganar un solo partido en el play-off de ascenso.

### Años 2010
La crisis económica de 2008 hizo estragos en los clubes de fútbol de las categorías más humildes, varios de ellos desaparecieron o dejaron de competir. Muestra de ello fue que no pudo haber veinte equipos durante cinco temporadas consecutivas. Aun así el grupo regional consigue ascensos varias temporadas, desde 2012 hasta 2015 logran ascender los campeones. En 2017 se recuperan los veinte equipos; y dos años más tarde aumentará a 22 equipos por numerosos descensos de categoría superior. 
En la temporada 19-20 la pandemia global causada por el Coronavirus paralizó el fútbol a nivel nacional y la temporada terminó prematuramente en la jornada 28.

## La venta de plazas
La primera venta de plaza ocurrió en 1995, cuando el Club Deportivo Balsicas vendió sus derechos federativos para jugar en Preferente al recientemente creado Cartagonova FC. Esto fue imitado por otros clubes en los años siguientes, como el Real Murcia B, el Orihuela CF, el Mazarrón CF o el Lorca Deportiva. Cuando la RFEF prohibió la venta de los derechos federativos los clubes murcianos pasaron a imitar el modelo del Granada 74, un empresario compraba el club y lo trasladaba a otra ciudad, cambiando el nombre y todos los distintivos por los de su "nuevo" equipo.
Así fueron surgiendo equipos como el Cartagena Promesas (que antes fue el Abarán CF y luego el Imperial Promesas para finalmente convertirse en Ciudad de Lorca), el Costa Cálida (primero CF Los Garres, luego Murcia Deportivo y desde 2011 UCAM Murcia) o el Lorca Atlético (antiguo Sangonera Atlético). Posteriormente surgieron más casos, como el traslado del Caravaca CF a La Unión o el del Moratalla CF a Jumilla. En las categorías inferiores el mercadeo de plazas es aún más común, cambiando de una campaña a otra casi la mitad de los clubes por este sistema.

## Participación de equipos de otras provincias
Han sido numerosos los casos de equipos de otras provincias que han participado en esta categoría junto a los equipos de la Región de Murcia; son los casos de clubes de las provincias de Albacete, Alicante y Almería. 

### Equipos de la provincia de Albacete
En 1980 todos los equipos de la provincia de Albacete aún pertenecían a la Federación Murciana de Fútbol, ya que hasta pocos años antes la provincia perteneció a la Región de Murcia y la federación manchega no se constituyó hasta el año 1985.
Los equipos albaceteños que participaron fueron: Albacete Balompié, AP Almansa, Atlético Albacete, Club Deportivo 
Hellín, Club Deportivo La Roda y CP Villarrobledo. La temporada 86/87 es la última con presencia de equipos albaceteños.

### Equipos de la provincia de Alicante
Unos años antes, en 1977, la gran mayoría de los equipos alicantinos se unieron a la Federación de Fútbol de la Comunidad Valenciana excepto los de las comarcas sureñas de la Vega Baja del Segura, y algunos del Medio Vinalopó y el Bajo Vinalopó; permaneciendo más tiempo los de la Vega Baja.
Los equipos del Bajo y Medio Vinalopó como el CD Ilicitano y el CD Eldense estuvieron hasta el año 1987; y los de la Vega Baja hasta 1989 y son los casos de CD Albaterense, CD Almoradí, Bigastro CF, Callosa Deportiva CF, CD Cox, CD Dolores, UD Horadada, Orihuela Deportiva CF y Torrevieja CF. Tras el éxodo masivo de equipos de la Vega Baja al grupo valenciano, la Federación de Fútbol de la Comunidad Valenciana tuvo que conformar dos grupos de Tercera División.
Unos años después, en 1997 se permitió que algunos clubes jugaran en grupos de distintas federaciones alegando proximidad para ahorrar costes en desplazamientos, y esto supuso el retorno al grupo de equipos como UD Horadada, CD Dolores y el ingreso del Orihuela CF; clubes de localidades muy cercanas a la Región de Murcia. Esta situación terminó en 2006 y desde entonces todos los equipos de la provincia de Alicante juegan en el grupo valenciano.

### Equipos de la provincia de Almería
Curiosos son los casos de la presencia de los equipos de esta provincia, ya que en la gran mayoría de los casos se usaron "artimañas" legales para poder jugar en la Región de Murcia.
El extinto CF Huercalense fue el primer equipo almeriense en aparecer en el grupo, estuvo dos temporadas entre los años 1982 y 1984, siendo equipo de la federación andaluza pero el factor de proximidad fue aceptado para que esta circunstancia se produjera. 
El AD San Miguel de Pulpí jugó en las categorías regionales de Almería pero tras un desencuentro con la federación almeriense decidieron trasladarse a la localidad de Pozo de la Higuera, una pedanía que comparte territorio almeriense y murciano. De este modo pudo debutar en 1990 en el Grupo XIII de Tercera División. Tras su desaparición cogió el testigo el Atlético Pulpileño que permaneció en la misma sede y siempre compitió en las categorías regionales de la Región de Murcia hasta debutar en 2008 en Tercera División.
El último caso fue el del Huércal-Overa CF que en su fundación estableció su sede en Puerto Lumbreras y desde entonces compite en la Región de Murcia. En 2009 debutó en Primera Territorial y logrando ascenso por año debutó en Tercera División en 2012.

## Clasificación histórica
|  |    | Equipos de fútbol       | T  | PJ    | G   | E   | P   | GF    | GC    | Dif | Pts   |
|  | -- | ----------------------- | -- | ----- | --- | --- | --- | ----- | ----- | --- | ----- |
|  | 1. | Real Murcia Imperial CF | 37 | 1.379 | 600 | 375 | 404 | 2.098 | 1.526 | 572 | 1.941 |
|  | 2. | CD Cieza                | 29 | 1.091 | 432 | 260 | 399 | 1.501 | 1.423 | 78  | 1.356 |
|  | 3. | Caravaca CF             | 24 | 907   | 398 | 220 | 289 | 1.383 | 1.061 | 322 | 1.265 |
|  | 4. | Águilas CF              | 23 | 869   | 396 | 242 | 231 | 1.446 | 965   | 481 | 1.201 |
|  | 5. | Jumilla CF              | 24 | 907   | 332 | 234 | 341 | 1.188 | 1.205 | -17 | 1.115 |

## Palmarés
| Club                    | Campeón | Años de los campeonatos            |
| ----------------------- | ------- | ---------------------------------- |
| CD Eldense              | 4       | 1982/83, 1983/84, 1984/85, 1985/86 |
| Orihuela CF             | 3       | 1998/99, 2001/02, 2005/06          |
| Yeclano Deportivo       | 3       | 2011/12, 2017/18, 2018/19          |
| CF Lorca Deportiva      | 3       | 2015/16, 2016/17, 2019/20          |
| UCAM Murcia CF          | 2       | 2010/11, 2013/14                   |
| Águilas CF              | 2       | 1993/94, 2004/05                   |
| FC Cartagena            | 2       | 1996/97, 1997/98                   |
| CD Cieza                | 2       | 1986/87, 1992/93                   |
| Águilas FC              | 1       | 2020/21                            |
| FC Jumilla              | 1       | 2014/15                            |
| La Hoya Lorca CF        | 1       | 2012/13                            |
| Jumilla CF              | 1       | 2009/10                            |
| Caravaca CF             | 1       | 2008/09                            |
| CF Atlético Ciudad      | 1       | 2007/08                            |
| Real Murcia Imperial CF | 1       | 2006/07                            |
| AD Mar Menor            | 1       | 2003/04                            |
| Lorca Deportiva CF      | 1       | 2002/03                            |
| CF Ciudad de Murcia     | 1       | 2000/01                            |
| Olímpico de Totana      | 1       | 1999/00                            |
| Real Murcia CF          | 1       | 1995/96                            |
| Lorca CF                | 1       | 1994/95                            |
| CD Beniel               | 1       | 1991/92                            |
| CD Roldán               | 1       | 1990/91                            |
| Yeclano CF              | 1       | 1989/90                            |
| Orihuela Deportiva CF   | 1       | 1988/89                            |
| Torrevieja CF           | 1       | 1987/88                            |
| Albacete Balompié       | 1       | 1981/82                            |
| CF Lorca Deportiva      | 1       | 1980/81                            |